# メガパネル
『メガパネル』 (MEGAPANEL) は、1990年11月にナムコより発売された落ち物パズルゲームであり、ナムコ初のメガドライブオリジナルソフトとして販売された。

## 概要
マス目の中でブロックを動かしていく15パズルを応用したゲーム。縦11マス・横6マスのフィールド内で、積まれたブロックを上下左右に動かし、同色のブロックを縦か横に3個以上並べて消していく。一定時間毎に下からブロックがせり上がり、最上階まで着くとミスとなる。揃える方向はタテヨコに限られ、斜めは無効、「連鎖」の概念も無い。本ソフトはメガドライブ向けに日本国内でリリースされたにとどまり、他機種への移植や海外版の販売は行われていない。パッケージの表側はバニーガールのイラスト、裏側の内容紹介文は「崩れていくブロックに、この胸のときめきを隠せない。（略）」となっている。

## ゲーム内容

### エクササイズモード
1P専用。画面右に表記されたクリア条件に従ってゲームを進める。ブロックが最上階まで着くとゲームオーバー。全30ラウンド。

### ピンナップモード
1P専用。画面右の隠された画像（女の子のピンナップ）を見る為のモード。ピンナップはパネルで隠されており、ブロックを消すと上にある爆弾が落ちてパネルが破壊される。すべてのパネルが破壊されればクリアとなり、ブロックが最上階まで着くと1ミスとなる。全30ラウンド。通常は落下する爆弾はひとつだが、4個以上のブロックを同時に消すことで、同じ数の爆弾（ブロック4個なら爆弾4個）が落ちてくる。
登場人物
- ナビゲーターの女の子 - 画面中央下でゲームの説明をしたり、現在の状況に応じて台詞を出す（音声はなくふきだしのみ）。エンディングでは「でもまだみてないおんなのこがいるかも」と語る。

ピンナップは1人4枚ずつ。エンディングではこれまでのピンナップが再度表示される。以下の名前と表記および年齢は、そのエンディングからの出典による。BGMは『猫踏んじゃった』のアレンジ。
- たかい みあ 15歳 - 全ピンナップに猫が登場する愛猫家。
- やましな けいこ 22歳 - バニーガール。ゲームのパッケージにも、エクササイズモードのパネルを操作する姿が描かれている。
- ほしの ゆみこ 19歳 - ピンクの自動車を愛車にしている。
- ANNA REGINA 14歳 - 黒猫を連れている魔女。
- MILIA 年齢不詳 - いわゆるメカ少女。肩書きが「COMBAT DOLL」となっており、空を飛びながら銃で敵を攻撃している、全身にコードが繋がれているなどのピンナップから、人造人間である可能性をプレイヤーに見せている。彼女とANNAのデザインは高橋しん。[2]
- たなか あきこ 17歳 - セーラー服を着た女学生。試合でチアリーディングをしているピンナップがある。この辺からセクシーさを出したピンナップが増える。
- かわの ゆきえ 16歳 - 女学生。ピンナップはセーラー服もしくは体操着を着用しており、バレーボールをしているピンナップがある。
- まつだ ひろみ 17歳 - ラケット片手にテニスをしている。
- FINNY FRORIN 16歳 - 緑髪の少女。妖精およびドラゴンと会話しているピンナップがある。
- JANE BROWN 18歳 - 金髪で褐色の肌。ピンナップはすべて水着、かつ異なるデザインでストラップレス（肩ひもが無いデザイン）。

### 対戦モード
対戦専用。3回勝負で行われ、先に2勝した方が勝ちとなる。他のモードとは違い、アイテムブロックが登場する（ブロックを20個以上消すたびに現れる）。攻撃アイテム（3個並べて消すと、相手側に壊せないブロックを送れる）と守備アイテム（3個並べて消すと、壊せないブロックをすべて消せる）があり、4個以上のブロックを一度に消しても相手側に壊せないブロックを送る事が出来る。

## 移植版
| No. | タイトル   | 発売日         | 対応機種           | 開発元   | 発売元 | メディア         | 型式     | 備考 |
| --- | ---------- | -------------- | ------------------ | -------- | ------ | ---------------- | -------- | ---- |
| 1   | メガパネル | 2022年10月27日 | メガドライブ ミニ2 | エムツー | セガ   | プリインストール | HAA-2524 |      |

## スタッフ
- 企画：NORI（乗松聡）
- 音楽：CHOPIN（田島勝朗）
- プログラム：PRIMON

## 評価
- ゲーム誌『ファミコン通信』の「クロスレビュー」では合計29点（満40点）になっている[3]。

- ゲーム誌『メガドライブFAN』の読者投票による「ゲーム通信簿」での評価は以下の通りとなっており、19.48点（満30点）となっている[1]。

| 項目 | キャラクタ | 音楽 | 操作性 | 熱中度 | お買得度 | オリジナリティ | 総合  |
| 得点 | 3.24       | 2.98 | 3.21   | 3.48   | 3.12     | 3.45           | 19.48 |

- ゲーム本『メガドライブ大全』（2004年、太田出版）では、「他の落下型パズルとは頭の使い方がちょっと変わっているので、いい刺激になるだろう」、「80年代後半のナムコはどういうわけかギャル路線をひた走っていたが、その集大成が『メガパネル』のピンナップモードだったりする」と評している[5]。

- 前述のピンナップモードの存在から、ギャルゲー的扱いを受ける場合がある。発売当時の書籍によるゲーム解説[6]では、まだギャルゲーという言葉は使われておらず[注 1]、ピンナップモードのグラフィックを指して「きわめて今風の、パソコン通信のネット上に載っていそうな」「あざとい」と表現されていた。発売から約8年後のゲーム雑誌による紹介[7]では「ギャルゲー（？）としての評価が高いが」と「（？）」付きながらギャルゲーとして扱われている。ギャルゲー的要素を抜きにした評価としては「ゲーム性自体は決して悪くはない」[6]、「優れた落ち物パズルだ。対戦も熱い」[7]などと評されている。